# Sebastian (2024)
Sebastian is een Fins-Brits-Belgische film uit 2024, geregisseerd en geschreven door Mikko Mäkelä.

## Verhaal
Max is een 25-jarige aspirant-schrijver die in Londen woont. Hij begint een dubbelleven als sekswerker om onderzoek te doen naar zijn debuutroman.

## Rolverdeling
| Acteur            | Personage |
| ----------------- | --------- |
| Ruaridh Mollica   | Max       |
| Hiftu Quasem      | Amna      |
| Ingvar Sigurdsson | Daniel    |
| Jonathan Hyde     |           |
| Lara Rossi        | Claudia   |
| Leanne Best       | Dionne    |

## Productie
Sebastian is de tweede speelfilm van de Fins-Britse regisseur Mikko Mäkelä en werd geproduceerd door James Watson voor hun gezamenlijke productiemaatschappij Bêtes Sauvages, en gecoproduceerd door Helsinki-filmi en Lemming Film België. De film ontving steun van het BFI en Screen Scotland, evenals van de Finse Filmstichting, het Finse Impact Film Fonds, Great Point Media, BNP Paribas Film Finance en de Belgische Tax shelter.
De filmopnames gingen door in Glasgow, Londen en Brussel.

## Release
Sebastian ging op 21 januari 2024 in première op het Sundance Film Festival in de World Cinema Dramatic Competition.